# مائير مارغاليت (ممثل)
مائير مارغليت (بالعبرية: מאיר מרגלית‏) (3 مايو 1906- 1974) ممثل مسرحي إسرائيلي.
في عام 1964 حصل على جائزة إسرائيل في المسرح. 

## سيرة شخصية
وُلِد مارغاليت عام 1906 في أوستروتشكا، في مقاطعة أومتا التابعة لكونغرس بولندا، الذي كان حينها جزءا من الإمبراطورية الروسية. وبدأ التمثيل في مسقط رأسه في سن الثالثة عشرة. في عام 1922 هاجر إلى فلسطين تحت الانتداب البريطاني ضمن ما يعرف بحركة «هيهالوتس» (الرائد) وهي حركة كانت تهدف لتشجيع اليهود على الهجرة إلى فلسطين وتوطينهم في المزارع وتعليمهم الزراعة. عمل في البداية كعامل بناء في تل أبيب وريشون لتسيون وعامل زراعي في الخضيرة. لمدة عامين ونصف انضم إلى منظمة «جدود هاأفودا» في الفرع الخاص بالقدس وعمل في مقلع.
في عام 1925، تم اختياره وقبوله في مدرسة الدراما بمسرح هاأوهيل تحت إشراف موشيه هاليفي وفي عام 1929 انضم إلى فريق التمثيل في المسرح.
برع مارغاليت في أداء الأدوار الكوميدية. كان أنجح دور له هو الدور الرئيسي في «الجندي الطيب شفايك»، وهي مسرحية مستوحاة من رواية للكاتب ياروسلاف هاشيك وترجمها إلى العبرية أفيغدور حميري. أقيم العرض الأول في 22 ديسمبر 1935. كان هذا العرض هو الأكثر نجاحًا لـمسرح هاأوهيل في تاريخه، وتم عرضه حوالي ألف وخمسمائة مرة. وبلغ إتقان مارغاليت للدور ونجاحه أنه ظل طيلة حياته التمثيلية يعرف باسم الشخصية الأساسية للمسرحية «شفايك».
في نهاية الحرب العالمية الثانية، قام مارغاليت بجولة تمثيلية أمام متطوعين يهود من فلسطين يخدمون في الجيش البريطاني في أوروبا والشرق الأوسط، بالإضافة إلى الناجين من الهولوكوست في إيطاليا والمهاجرين والمطرودين المحتجزين لدى البريطانيين في المخيمات في قبرص.
ومن الأدوار الأخرى التي نالت استحسانا هو دوره في في المسرحية الكوميدية الناجحة «هاكيتوباه» للمخرج إفرايم كيشون، والتي عرضت في مسرح هاأوهيل عام 1961.
في أوائل الستينيات، انتقل لفترة وجيزة إلى مسرح هابيما، لكنه عاد إلى هاأوهيل، حيث استمر في التمثيل حتى إغلاق المسرح عام 1969.
في عام 1964، لعب مارغاليت دور نوح سمحون في فيلم «عائلة سمحون»، المقتبس من المسلسل الإذاعي الشهير الذي يحمل نفس الاسم، عندما كان صموئيل رودنسكي بطل المسلسل الإذاعي، خارج فلسطين في ذلك الوقت.
كان آخر أداء لمارغليت في مسرحية «أين أرض إسرائيل؟» من إخراج أدا بن ناحوم، أنتجت المسرحية في إنتاج خاص وعرضت على مسرح ليلاخ عامي 1972 و 1973.

## الجوائز والتكريم
- في عام 1956، حصل مارغاليت على جائزة رامشال من بلدية تل أبيب.
- في عام 1962، حصل على جائزة كلاوسنر للتمثيل.
- في عام 1964 حصل على جائزة إسرائيل في المسرح.[2]
- سمي شارع باسمه في حي أفيكا في تل أبيب.

في عام 1976، أنشأت عائلة مارغليت، بالتعاون مع متحف وأرشيف مسرح القدس، صندوقًا باسم مارغاليت لمنح جوائز في مجال الفنون المسرحية.